# 笛吹峠 (埼玉県)

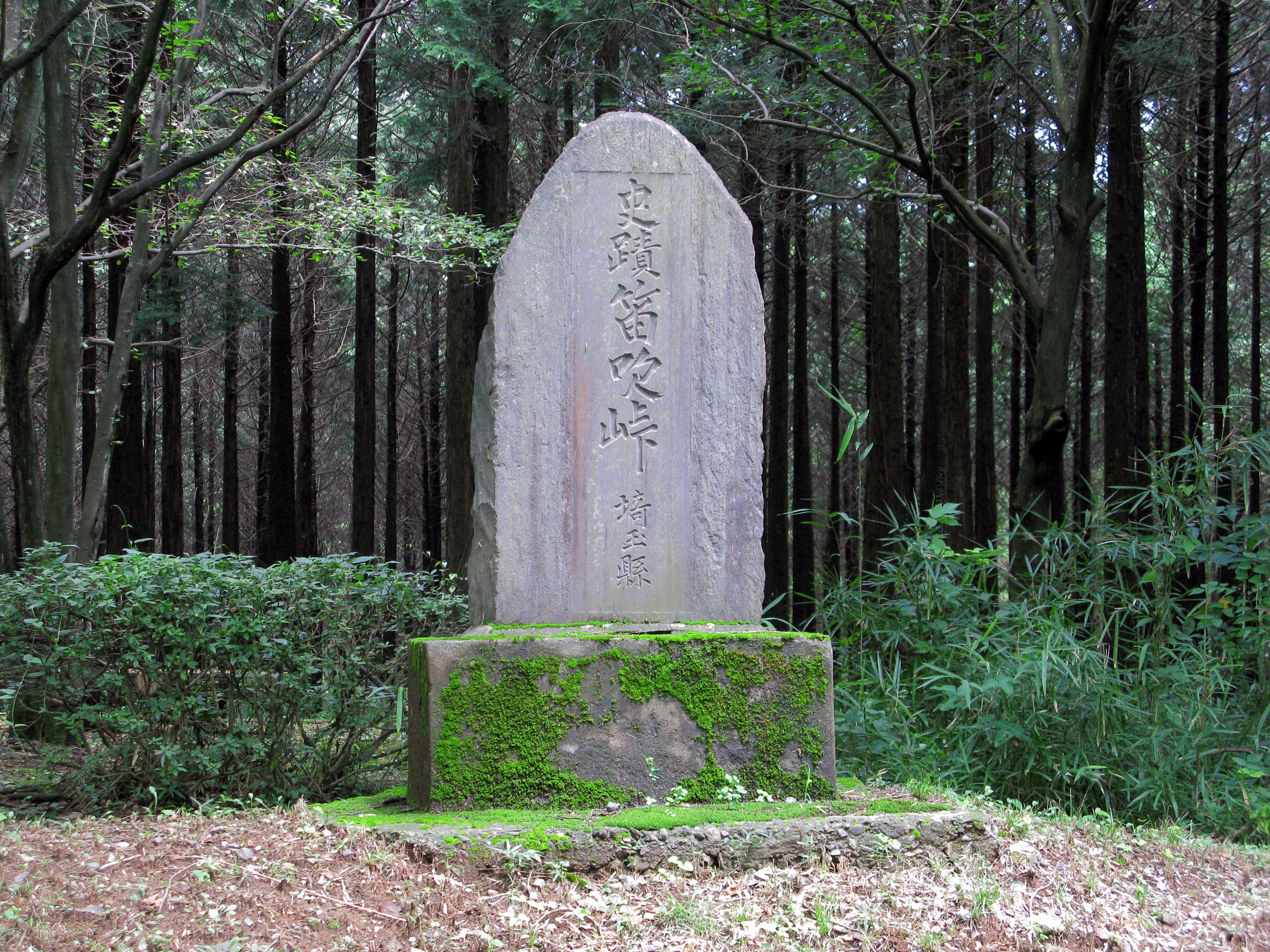
峠にある石碑

笛吹峠（）は、埼玉県鳩山町と同県嵐山町の境にある峠。標高80m。

## 概要
岩殿丘陵の中央に位置し、峠を起点として板東十番の岩殿観音から同九番の慈光寺観音へ続く東西の道が通っており、巡礼街道と呼ばれている。この峠を南北に貫く道が旧鎌倉街道で、鎌倉時代には数多くの武士団等が行き来した所であった。

日本スリーデーマーチのコースとして知られる。

## 笛吹峠の戦い
正平7年（1352年）閏2月28日、新田義貞の三男新田義宗らが宗良親王を奉じて武蔵野の小手指原で足利尊氏の軍勢と戦ったが、最終的に戦いの決着がついたのがこの峠であった。敗れた義宗らは越後国に、親王らは信濃国に落ちていき、尊氏はこれ以後関東を完全に制圧していった（武蔵野合戦）。激戦が行われた為か、道路工事をした際に人骨が大量に出土した。

## 笛吹峠の名称の由来
上記の戦いでの際、折からの月明かりに宗良親王が笛を吹いたことから命名されたという伝承がある。

## アクセス
- 鳩山町営路線バス（高坂駅西口～上熊井農産物直売所～越生駅東口）奥田公会堂バス停から約1.5km